# PEC in het seizoen 1928/29
Het seizoen 1928/1929 was het 19e jaar in het bestaan van de Zwolse voetbalclub PEC. De club kwam uit in de Tweede Klasse Oost A.

## Wedstrijdstatistieken

### Tweede Klasse A
| Rigtersbleek                                              | |               | |
|                                                           | PEC | 7 – 2 (2 – 1) | vv Rigtersbleek                                                                                         |
| 2 december 1928 Plaats: Zwolle Sportpark De Vrolijkheid   | Philip de Bruyn Huub Pallandt Philip de Bruyn                                                           |               | Corrie Meere                                                                                            |
|                                                           | vv Rigtersbleek                                                                                         | 2 – 2 (2 – 2) | PEC |
| 14 april 1929 Plaats: Enschede Sportpark Rigtersbleek     | Baaye de Groot (e.d.) Corrie Meere (pen)                                                                |               | Huub Pallandt Donkelaar (e.d.)                                                                          |
| K.H.C.                                                    | |               | |
|                                                           | PEC | 1 – 0 (0 – 0) | VV KHC                                                                                                  |
| 30 december 1928 Plaats: Zwolle Sportpark De Vrolijkheid  | Huub Pallandt                                                                                           |               | |
|                                                           | VV KHC                                                                                                  | 2 – 7 (1 – 2) | PEC |
| 30 september 1928 Plaats: Kampen Sportpark aan de Plas    | Admiraal Westerveld                                                                                     |               | 30' |
| G.O.L.T.O.                                                | |               | |
|                                                           | PEC | 1 – 1 (1 – 0) | G.O.L.T.O.                                                                                              |
| 23 september 1928 Plaats: Zwolle Sportpark De Vrolijkheid | Jan Manni                                                                                               |               | Leerkotte                                                                                               |
|                                                           | G.O.L.T.O.                                                                                              | 0 – 5 (0 – 2) | PEC |
| 17 maart 1929 Plaats: Hengelo Sportpark G.O.L.T.O.        | |               | 15' de Bruyn Lourens van der Bend                                                                       |
| HVV Hengelo                                               | |               | |
|                                                           | PEC | 7 – 0 (4 – 0) | HVV Hengelo                                                                                             |
| 14 oktober 1928 Plaats: Zwolle Sportpark De Vrolijkheid   | Tom Knuppel Philip de Bruyn Huub Pallandt (pen) Zweers Evers Philip de Bruyn Huub Pallandt Wim de Bruyn |               | |
|                                                           | HVV Hengelo                                                                                             | 0 – 5 (0 – 0) | PEC |
| 31 maart 1929 Plaats: Hengelo Sportpark De Waarbeek       | |               | 47' Huub Pallandt 67' Wim de Bruyn Philip de Bruyn of Huub Pallandt Philip de Bruyn 85' Philip de Bruyn |
| R.O.D.A.                                                  | |               | |
|                                                           | PEC | 3 – 0 (2 – 0) | RODA |
| 21 april 1929 Plaats: Zwolle Sportpark De Vrolijkheid     | Wim de Bruyn Philip de Bruyn                                                                            |               | |
|                                                           | RODA | 1 – 4 (1 – 4) | PEC |
| 11 november 1928 Plaats: Deventer Sportpark R.O.D.A.      | Tempelaars                                                                                              |               | |
| Geel-Zwart                                                | |               | |
|                                                           | PEC | 5 – 0 (? – 0) | Geel-Zwart                                                                                              |
| 7 oktober 1928 Plaats: Zwolle Sportpark De Vrolijkheid    | |               | |
|                                                           | Geel-Zwart                                                                                              | 1 – 1 (1 – 0) | PEC |
| 24 maart 1929 Plaats: Enschede Sportpark Geel-Zwart       | Scholten 15'                                                                                            |               | Jan Manni                                                                                               |
| Zwolsche Boys                                             | |               | |
|                                                           | PEC | 1 – 2 (1 – 2) | Zwolsche Boys                                                                                           |
| 28 april 1929 Plaats: Zwolle Sportpark De Vrolijkheid     | | Zwolse derby  | |
|                                                           | Zwolsche Boys                                                                                           | 0 – 3 (0 – ?) | PEC |
| 18 november 1928 Plaats: Zwolle Sportpark Veerallee       | | Zwolse derby  | Huub Pallandt 2x Philip de Bruyn 1x uit strafschop                                                      |
| De Tubanters                                              | |               | |
|                                                           | PEC | 4 – 3 (4 – 2) | De Tubanters                                                                                            |
| 16 december 1928 Plaats: Zwolle Sportpark De Vrolijkheid  | Jan Manni Wim de Bruyn Philip de Bruyn Huub Pallandt                                                    |               | Klop |
|                                                           | De Tubanters                                                                                            | 0 – 6 (0 – 1) | PEC |
| 16 september 1928 Plaats: Enschede Sportpark De Tubanters | |               | (e.d.)                                                                                                  |
| D.O.T.O.                                                  | |               | |
|                                                           | PEC | 4 – 2 (1 – 1) | D.O.T.O.                                                                                                |
| 7 april 1929 Plaats: Zwolle Sportpark De Vrolijkheid      | Philip de Bruyn Heukels (e.d.) Philip de Bruyn Wim de Bruyn                                             |               | Jansen Koopman                                                                                          |
|                                                           | D.O.T.O.                                                                                                | 0 – 0         | PEC |
| 21 oktober 1928 Plaats: Deventer Sportpark D.O.T.O.       | |               | |

### Promotie/degradatie
| N.E.C.                                              |                                                             |               |                                |
|                                                     | PEC                                                         | 3 – 2 (1 – 2) | N.E.C.                         |
| 2 juni 1929 Plaats: Zwolle Sportpark De Vrolijkheid | Philip de Bruyn Eef Admiraal (pen) Philip de Bruyn 87'      |               | 15' van Schaick 40' Schoester  |
|                                                     | N.E.C.                                                      | 1 – 0 (0 – 0) | PEC                            |
| 5 mei 1929 Plaats: Nijmegen Hazenkamp               | Meijers                                                     |               |                                |
| Enschedese Boys                                     |                                                             |               |                                |
|                                                     | PEC                                                         | 4 – 3 (4 – 1) | Enschedese Boys                |
| 26 mei 1929 Plaats: Zwolle Sportpark De Vrolijkheid | Joop Albrecht 20' Wim de Bruyn Philip de Bruyn Wim de Bruyn |               | Goedhart van Dijk 85' Goedhart |
|                                                     | Enschedese Boys                                             | 2 – 0 (0 – 0) | PEC                            |
| 16 juni 1929 Plaats: Enschede Volkspark             | Goedhart 55' Goedhart 82'                                   |               |                                |

### Beslissingswedstrijden
| N.E.C.                                              |                                 |               |                                           |
|                                                     | N.E.C.                          | 1 – 3 (0 – 2) | PEC                                       |
| 23 juni 1929 Plaats: Apeldoorn Sportpark Kerschoten | Schoeters                       |               | 17' Huub Pallandt Joop Albrecht Jan Manni |
| Enschedese Boys                                     |                                 |               |                                           |
|                                                     | PEC                             | 2 – 1 (0 – 0) | Enschedese Boys                           |
| 7 juli 1929 Plaats: Almelo Sportpark Kerschoten     | Huub Pallandt 62' Jan Manni 90' |               | 81' Scheuter                              |

## Selectie

### Selectie 1928/29
| Nat.               | Naam                  | Competitie | Competitie | Beker   | Beker   | Totaal  | Totaal  | Seizoen | Vorige club |         |         |         |         |         |
| Nat.               | Naam                  | W          |            | W       |         | W       |         | Seizoen | Vorige club |         |         |         |         |         |
| Doelman            | Doelman               | Doelman    | Doelman    | Doelman | Doelman | Doelman | Doelman | Doelman | Doelman     | Doelman | Doelman | Doelman | Doelman | Doelman |
| ------------------ | --------------------- | ---------- | ---------- | ------- | ------- | ------- | ------- | ------- | ----------- | ------- | ------- | ------- | ------- | ------- |
| Vlag van Nederland | Jos de Bont           | –          | –          | –       | –       | –       | –       | –       | Onbekend    |         |         |         |         |         |
| Veldspelers        |                       |            |            |         |         |         |         |         |             |         |         |         |         |         |
| Vlag van Nederland | Eef Admiraal          | –          | –          | –       | –       | –       | –       | –       | Onbekend    |         |         |         |         |         |
| Vlag van Nederland | Lourents van der Bend | –          | –          | –       | –       | –       | –       | –       | Onbekend    |         |         |         |         |         |
| Vlag van Nederland | Jaap Albrecht         | –          | –          | –       | –       | –       | –       | –       | Onbekend    |         |         |         |         |         |
| Vlag van Nederland | Philip de Bruyn       | –          | –          | –       | –       | –       | –       | –       | Onbekend    |         |         |         |         |         |
| Vlag van Nederland | Huub Pallandt         | –          | –          | –       | –       | –       | –       | –       | Onbekend    |         |         |         |         |         |
| Nat.               | Naam                  | W          |            | W       |         | W       |         | Seizoen | Vorige club |         |         |         |         |         |
| Nat.               | Naam                  | Competitie | Competitie | Beker   | Beker   | Totaal  | Totaal  | Seizoen | Vorige club |         |         |         |         |         |

## Statistieken PEC 1928/1929

### Eindstand PEC in de Nederlandse Tweede Klasse 1928 / 1929
| Stand | Gespeeld | Gewonnen | Gelijk | Verloren | Punten | Doelpunten voor | Doelpunten tegen |
| ----- | -------- | -------- | ------ | -------- | ------ | --------------- | ---------------- |
| 1e    | 18       | 13       | 4      | 1        | 30     | 66              | 16               |

### Punten per tegenstander
|       | Rigtersbleek | K.H.C. | G.O.L.T.O. | Hengelo | R.O.D.A. | Geel-Zwart | Zwolsche Boys | De Tubanters | D.O.T.O. |
| ----- | ------------ | ------ | ---------- | ------- | -------- | ---------- | ------------- | ------------ | -------- |
| Thuis | 2            | 2      | 1          | 2       | 2        | 2          | 0             | 2            | 2        |
| Uit   | 1            | 2      | 2          | 2       | 2        | 1          | 2             | 2            | 1        |

### Doelpunten per tegenstander
|       | Rigtersbleek | K.H.C. | G.O.L.T.O. | Hengelo | R.O.D.A. | Geel-Zwart | Zwolsche Boys | De Tubanters | D.O.T.O. | Totaal |
| ----- | ------------ | ------ | ---------- | ------- | -------- | ---------- | ------------- | ------------ | -------- | ------ |
| Thuis | 7            | 1      | 1          | 7       | 3        | 5          | 1             | 4            | 4        | 33     |
| Uit   | 2            | 7      | 5          | 5       | 4        | 1          | 3             | 6            | 0        | 33     |
|       |              |        |            |         |          |            |               |              |          | 66     |